# Gold Country

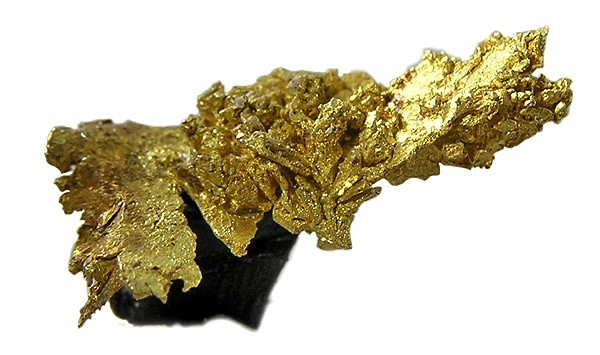
Amostra de ouro cristalino de Amador County, Califórnia. Tamanho 2,0 x 1,8 x 0,4 cm.

Gold Country, também conhecida como Mother lode Country, é uma região histórica da porção norte do estado estadunidense da Califórnia, estando primordialmente na encosta ocidental da Serra Nevada. É famosa pelas jazidas minerais e pelas minas de ouro, que atraíram levas de imigrantes, conhecidos como 49ers, durante a corrida do ouro na Califórnia de 1849.

## Geologia

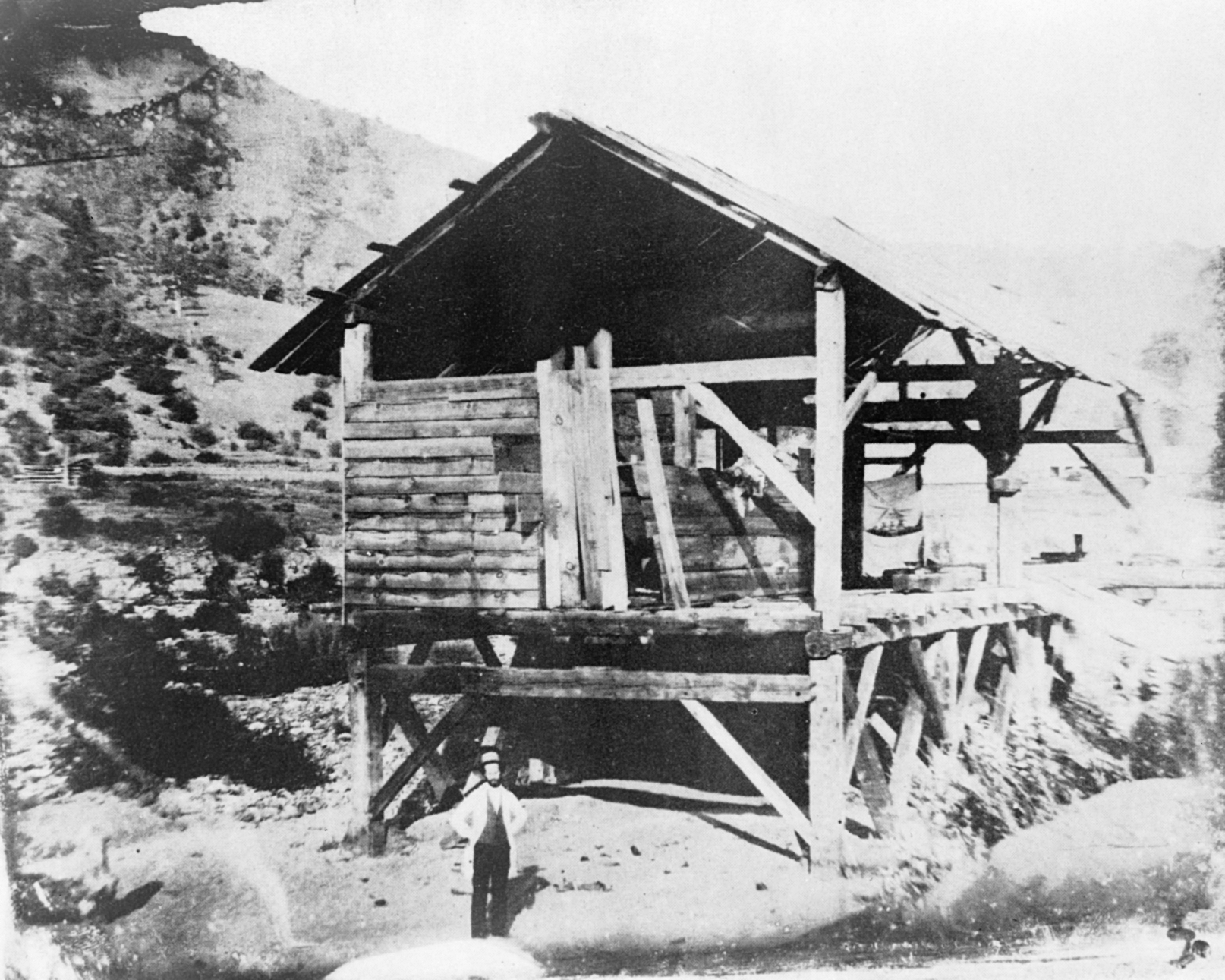
Sutter's Mill, em 1850.

A Região do Ouro fica na encosta ocidental da Serra Nevada, descendo até o Vale de Sacramento. O trecho geológico mais antigo pode ser encontrado ao longo das porções mais orientais desta região, próximo aos cumes da Serra Nevada, e consiste do antigo leito do mar e partes de ilhas que foram acrescentadas à borda ocidental da América do Norte durante o final do Paleozoico, há cerca de 275 milhões de anso. As seções ocidentais do Veio Principal são particularmente mais recentes, de meado do Mesozoico, há cerca de 150 milhões de anos, e também consiste de material que foi solidificado do leito do oceano à borda continental. Intrusões maciças de granito forçaram caminho em meio a estas formações. Depois que dez milhas do material sobrejacente foi erodida nos últimos 70 milhões de anos, essas intrusões ficaram visíveis por toda a Serra Nevada. Nos últimos 50 milhões de anos, rios e vulcões depositaram materiais, que se acumularam em grossas camadas encontradas sobre muitas cumeeiras dos contrafortes da Serra Nevada.

## Clima
Esta parte da Califórnia tem um clima mediterrâneo como boa parte da Península Itálica e da Península Ibérica, fazendo com que uvas para vinho e vinhedos sejam uma das culturas e indústrias primárias da região. Mais de 100 vinícolas podem ser encontradas por toda a Região do Ouro. Os invernos são frios e úmidos, com neve eventual, especialmente nas elevações maiores dos trechos orientais nas encostas das montanhas da Serra Nevada. As temperaturas no inverno variam entre -5ºC e 15ºC. Os verões são quentes e secos, com longos períodos de temperatura acima de 38ºC. A precipitação média anual gira em torno de 760 mm.

## Transporte
A Rota Estadual da Califórnia 49 é a principal estrada norte-sul atravessando a região, passando por muitas comunidades mineiras históricas. As principais estradas leste-oeste incluem a Interestadual 80 e a Rota Federal 50. Duas linhas da Amtrak atravessam a área. O terminal oriental do Capitol Corridor fica em Auburn. O California Zephyr para em Colfax.